# Direktmischempfänger
Der Direktmischempfänger oder Homodynempfänger ist ein Überlagerungsempfänger mit einer Oszillatorfrequenz, die der Empfangsfrequenz ω entspricht. Technisch gesehen handelt es sich um einen Synchrondemodulator bzw. Lock-in-Verstärker.
Die Mischung mit der Oszillatorfrequenz führt in diesem Fall unmittelbar zum Niederfrequenzsignal. Die Verstärkung und die Selektion (siehe Trennschärfe) des gewünschten Signals erfolgen im NF-Verstärker; einen ZF-Verstärker gibt es nicht. Bei dieser Empfangstechnik werden, im Gegensatz zum Superheterodynempfänger, die Spiegelspektren durch die Bildung der komplexen Einhüllenden vermieden. Die Bildung der komplexen Einhüllenden ergibt im Basisband komplexe Signale, welche aus einem reellen und einem imaginären Anteil bestehen, welche auch als I- und Q-Komponente bezeichnet werden.
Allgemein wird bei dieser Empfängerstruktur das hochfrequente Empfangssignal einer Hilbert-Transformation unterzogen und so ein analytisches Signal gebildet. Dieses wird mit der komplexen Trägerfrequenz e−jωt multipliziert, um so direkt das komplexe Basisbandsignal zu erhalten. Alternativ, und dazu gleichwertig, kann auch zuerst das Empfangssignal mit der komplexen Trägerfrequenz multipliziert werden, und anschließend wird das Basisbandsignal in Form von zwei exakt gleichen Tiefpassfiltern für den Real- bzw. Imaginärteil gewonnen.
Direktmischende Empfängerstrukturen überwiegen bei digitalen Übertragungen im Bereich der digitalen Signalverarbeitung. Insbesondere bei digitalen Modulationsverfahren mit hoher spektraler Effizienz wie der Quadraturamplitudenmodulation ist diese Empfängerstruktur üblich.
In klassischen analogen Empfängerschaltungen spielt der Homodynempfänger hingegen nur eine untergeordnete Rolle, da er schaltungstechnisch durch die begrenzte Genauigkeit elektronischer Komponenten nur schwierig zu realisieren und daher aufwändig ist. Insbesondere die Realisierung von analogen Hilberttransformatoren bzw. von exakt aufeinander abgestimmten Tiefpassfiltern limitieren den praktischen Einsatz. Adaptierte analoge Direktmischempfänger wurden teilweise im Amateurfunkbereich angewendet.